# 영릉 (조선 진종)
영릉(永陵)은 조선 추존왕 진종(眞宗)과 효순왕후(孝純王后)의 능이다. 사적 제 205호로 지정된 파주삼릉의 하나로 대한민국 경기도 파주시 조리읍 봉일천리에 있다.

## 개요
진종은 영조의 큰 아들 효장세자로 이름은 행(緈)이며, 숙종 45년 1719년 태어났다. 1724년 영조 즉의 후 그해 11월 3일 경의군으로 봉해졌으며, 이듬해인 1725년 3월 20일 왕세자로 책봉되었다. 8세 때인 1726년 조문명의 딸 효순왕후(당시 12세)와 가례를 올렸다. 그러나 2년후 1728년 11월 16일 10살의 나이로 요절했다. 영조는 그해 1728년 12월 2일 효장이라는 시호를 내리고, 영조 5년 1729년 1월 26일 현재의 위치인 순릉 왼쪽 산언덕에 예장했다.
세자가 세상을 떠나기 1년 전에 세자빈으로 책봉되었던 효순왕후는 영조 27년 1751년 11월 14일 창덕궁 건극당에서 소생없이 37세의 나이로 승하하였으며, 이듬해인 1752년 1월 22일 효장세자의 묘 왼쪽에 안장되었다.

## 갤러리

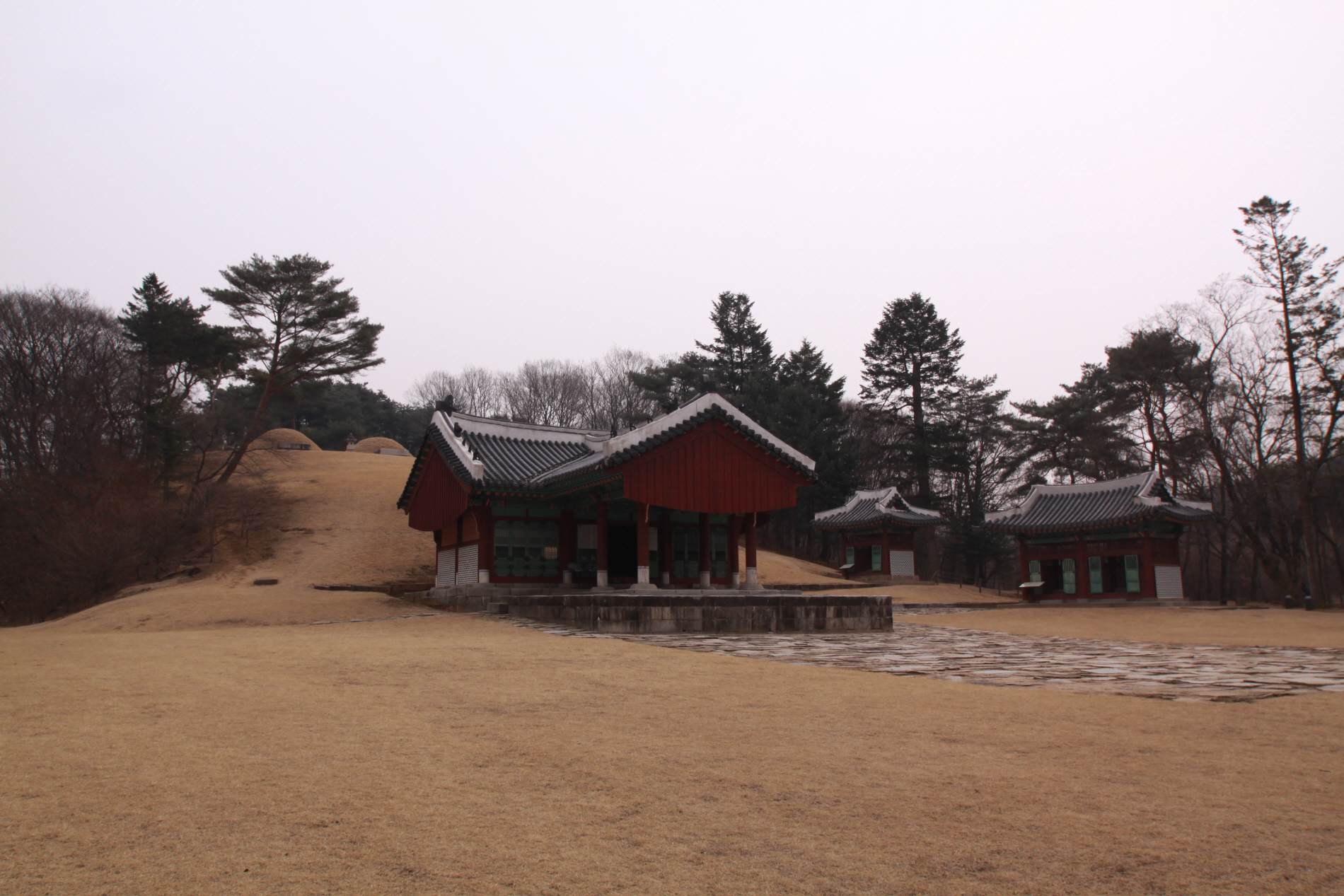
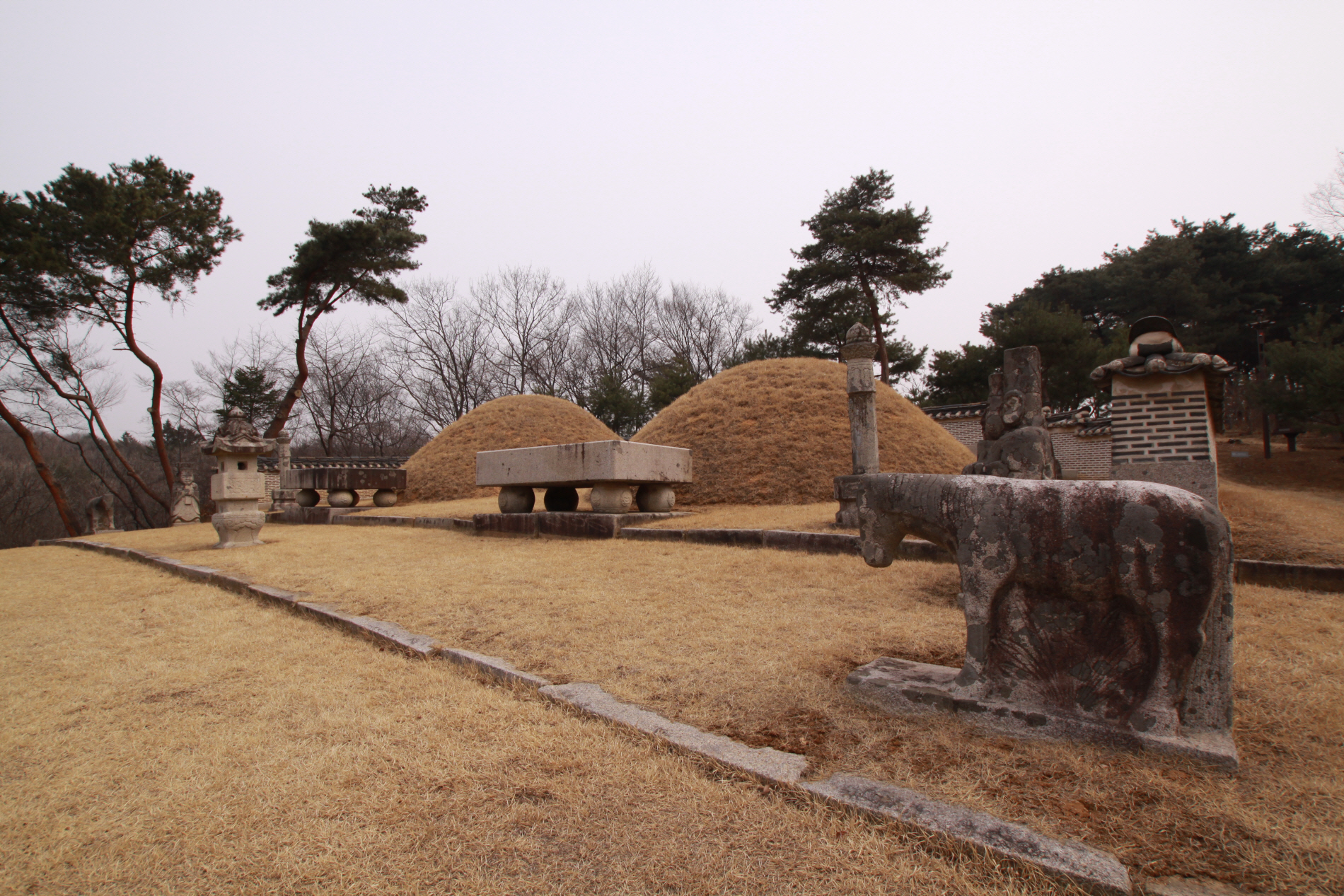
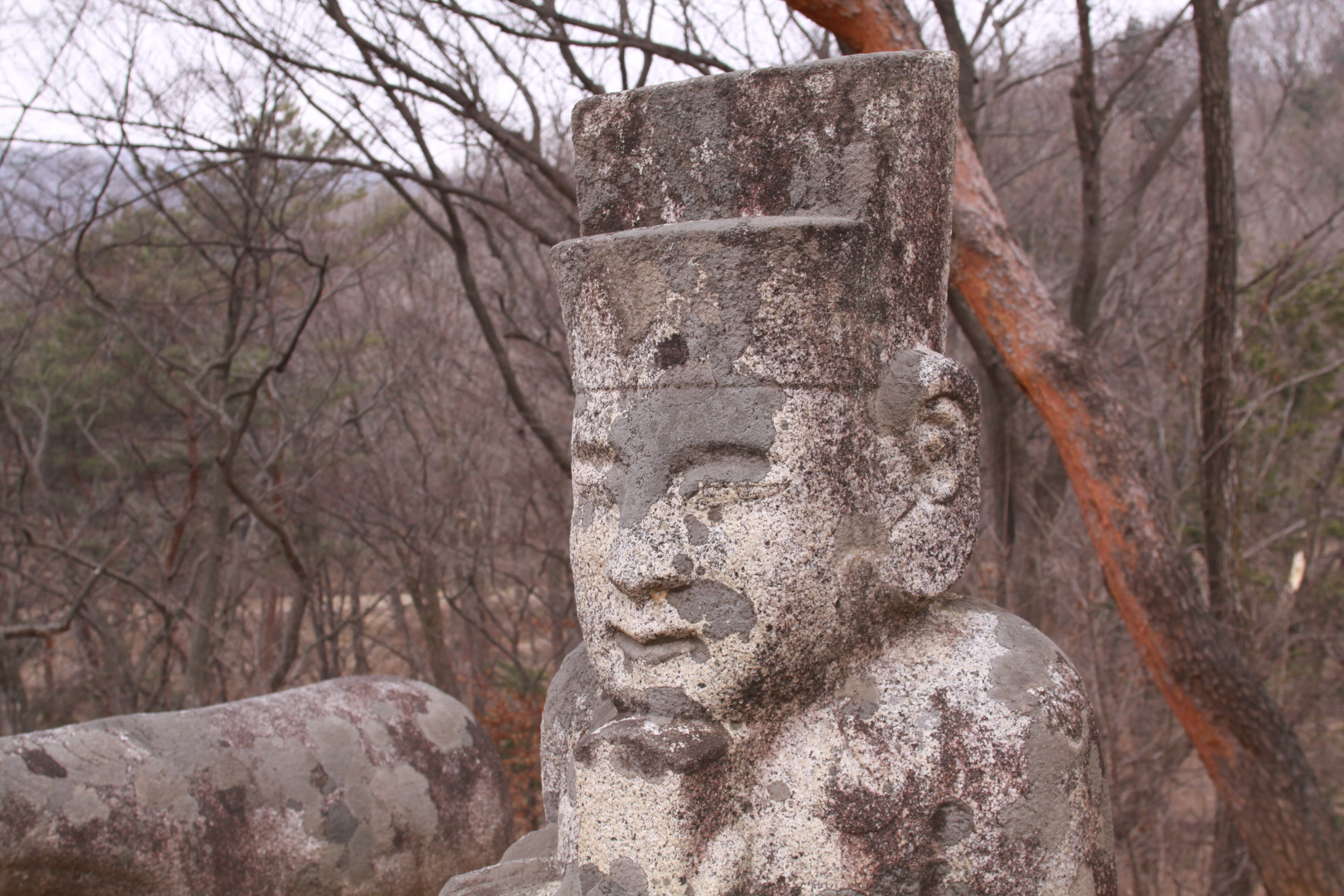
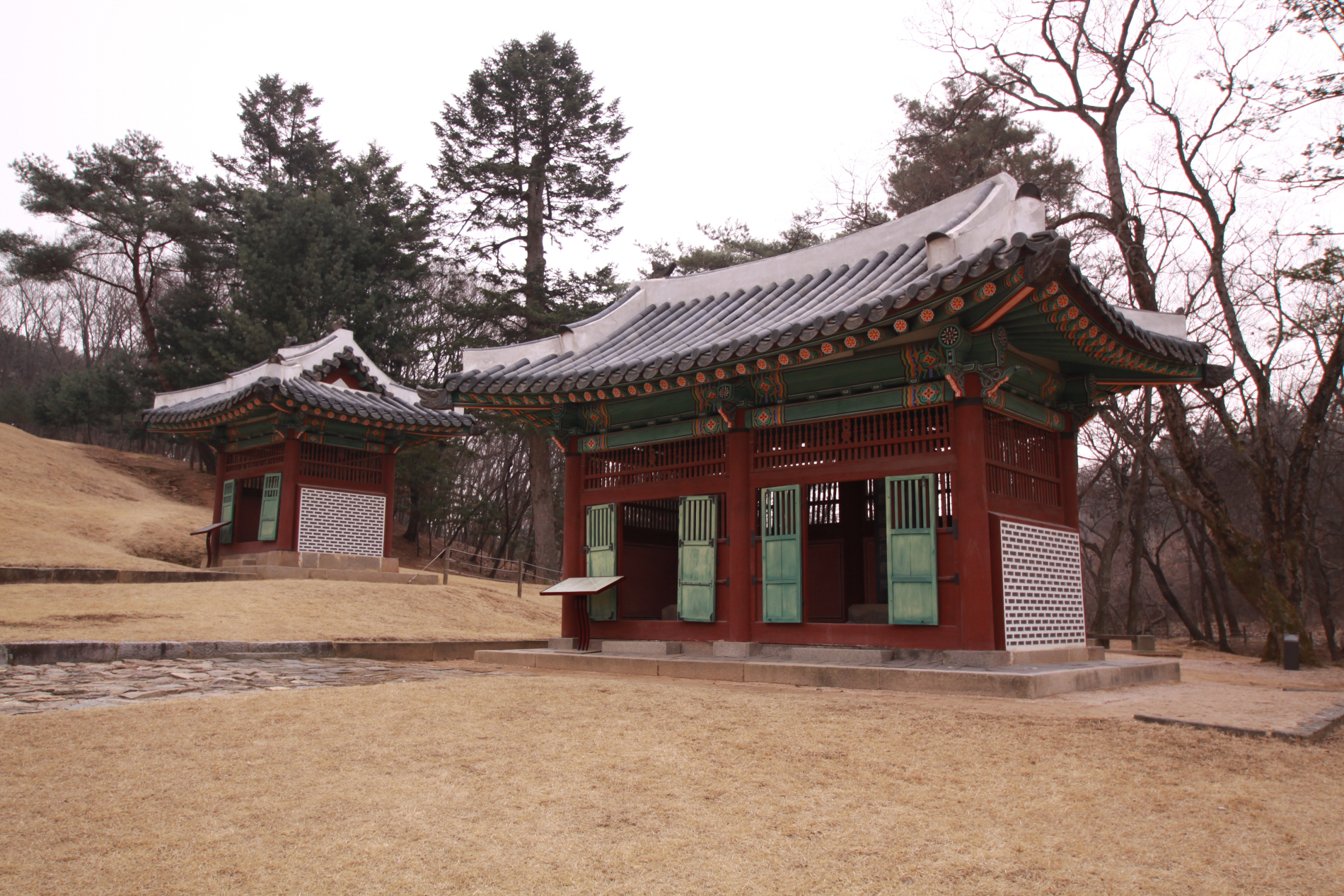
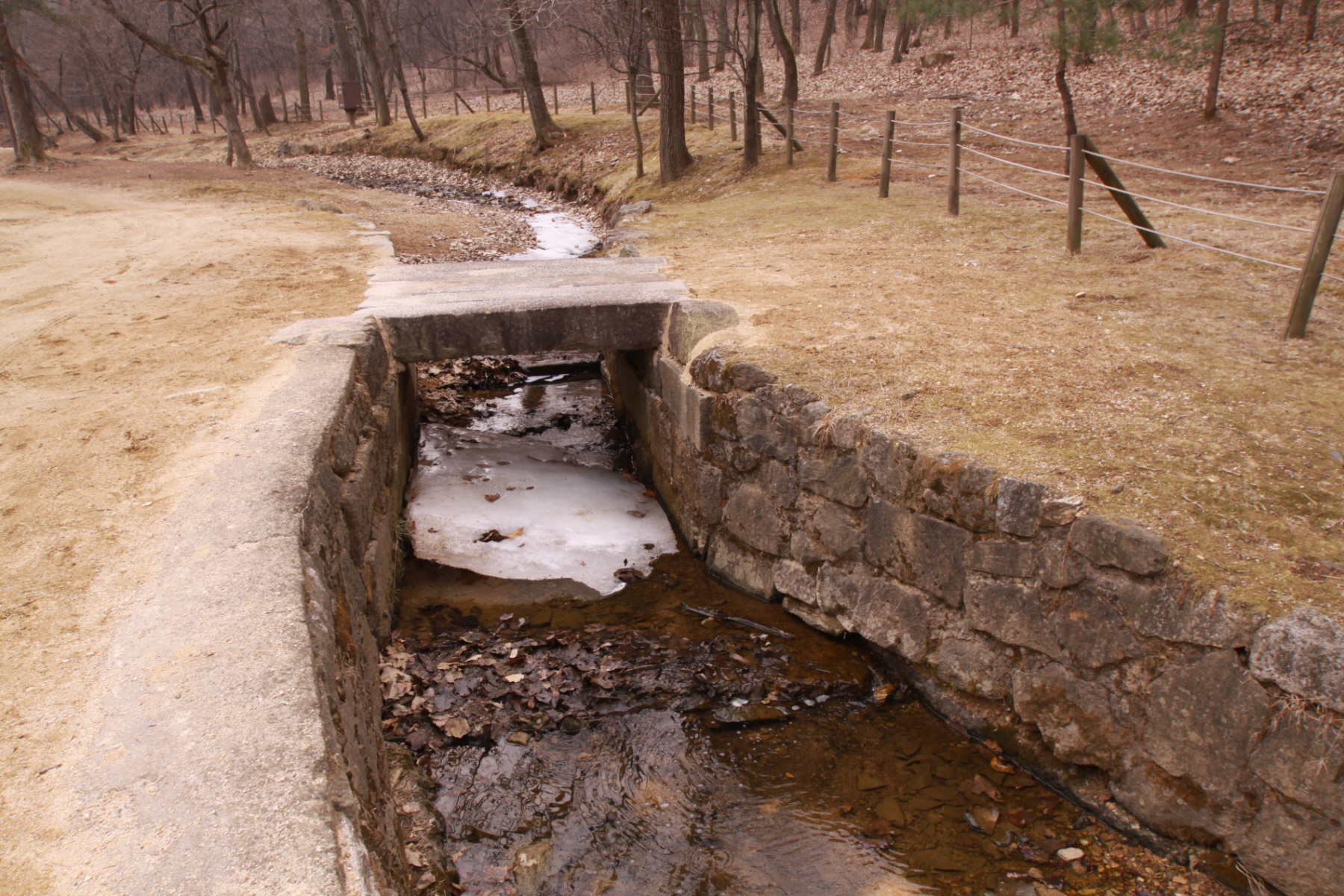